# Kremenec (montagne)
Ne doit pas être confondu avec Kremenets.
Kremenec (slovaque : Kremenec, polonais : Krzemieniec, ukrainien : Кременець) est un sommet des Bieszczady (Carpates orientales), nommés ainsi en Pologne et Bukovské vrchy en Slovaquie et en Ukraine. Il constitue le point culminant avec 1 208 ou 1 212 mètres d'altitude de la partie slovaque du massif des Bukovské vrchy dans les Carpates orientales.

## Géographie
Au sommet du Kremenec se situe le tripoint entre la Slovaquie, la Pologne et l'Ukraine qui est en outre le point le plus oriental de Slovaquie et le plus haut sommet de la frontière entre la Slovaquie et l'Ukraine.